# 1413년

## 연호
- 명(明) 영락(永樂) 11년
- 일본(日本) 오에이(応永) 20년
- 후 쩐 왕조(後陳朝) 쭝꽝(重光) 5년

## 기년
- 명(明) 성조 영락제(成祖 永樂帝) 11년
- 조선(朝鮮) 태종(太宗) 13년
- 후 쩐 왕조(後陳朝) 중광제(重光帝) 5년

## 사건
- 조선 태종조에 황자후(黃子厚)의 건의로 호패법이 시행되었다.
- 조선왕조실록의 편찬을 시작했다.
- 3월 21일 - 헨리 5세가 잉글랜드의 왕으로 즉위했다.

## 탄생
- 음력 9월 8일 - 조선의 조석문(曺錫文)
- 월일 미상 - 조선의 권총(權聰)·박거겸(朴居謙)·이교연(李皎然)·조변안(曺變安)

## 사망
- 음력 2월 6일 - 조선의 계림군(鷄林君) 이승상(李升商)
- 3월 20일 - 잉글랜드 국왕 헨리 4세(Henry Ⅳ)
- 음력 4월 27일 - 조선의 좌군도총제(左軍都摠制) 이귀철(李龜鐵)
- 음력 4월 28일 - 조선의 서북면도순문사(西北面都巡問使) 임정(林整)
- 음력 5월 1일 - 조선의 충청도병마도절제사(忠淸道兵馬都節制使) 김중보(金重寶)
- 음력 6월 20일 - 조선의 풍산군(豊山君) 심귀령(沈龜齡)
- 음력 6월 22일 - 조선의 상산부원군(象山府院君) 강계권(康繼權)
- 음력 6월 24일 - 조선의 참찬의정부사(參贊議政府使) 최유경(崔有慶)
- 음력 7월 14일 - 조선의 월천군(越川君) 문빈(文彬)
- 음력 11월 3일 - 조선의 공안부윤(恭安府尹) 당성(唐誠)
- 음력 11월 14일 - 조선의 판강릉대도호부사(判江陵大都護府事) 김자수(金自粹)

- 양력:음력 0월 0일 고려의 국자좨주(國子祭酒) 양서(梁瑞) 100세